# 大里昂生
大里 昂生（おおさと こうせい、1999年7月7日 - ）は、岩手県滝沢市出身のプロ野球選手（内野手）。右投左打。オリックス・バファローズ所属。

## 経歴

### プロ入り前
野球をやっていた父の影響で物心ついたころから硬球で遊び始め、小学校1年生の時に上級生に混じってリトルリーグの試合に出場するようになる。中学では野球部と盛岡南シニアに所属し、投手や遊撃手を務めていた。盛岡大学附属高等学校では1年生秋にベンチ入り。副主将となった3年時に春夏連続で甲子園に出場し、春の第89回選抜高等学校野球大会ベスト8、夏の第99回全国高等学校野球選手権大会ベスト8に貢献した。また同年に開催の愛媛国体にも出場した。同学年のチームメイトには、比嘉賢伸、三浦瑞樹、植田拓らがいた。
恩師関口清治監督の母校である東北福祉大学に進学。2年時から仙台六大学リーグに出場し、全日本大学野球選手権大会や明治神宮大会に出場。副主将となった4年春のリーグ戦では打率.355を記録し三塁手としてベストナインに輝いた。大学では同学年の椋木蓮、三浦瑞樹、大竹風雅、1学年上の山野太一、元山飛優、2学年上の津森宥紀、3学年上の中野拓夢らとともにプレーした。
2021年10月11日に行われたプロ野球ドラフト会議では、オリックス・バファローズから育成3位指名を受け、11月6日に支度金は300万円、年俸は240万円で仮契約を結んだ。背番号は022。担当スカウトは上村和裕。

### オリックス時代
2022年は、ウエスタン・リーグで73試合に出場し、打率.248、13打点を記録した。7月以降は打率.400を記録するなど調子を上げていた。
2023年は、開幕前の紅白戦で三塁の好守備を見せるなどアピールし、オープン戦4試合に出場。開幕後の二軍成績は11試合の出場で打率.176と低調だったが、安達了一の負傷により二塁・遊撃も守れる大里に白羽の矢が立ち、開幕直後の4月7日に支配下登録された。背番号は64。
2024年は、開幕一軍は逃すが7月2日に一軍に昇格し、7月6日の北海道日本ハムファイターズ戦（ほっともっとフィールド神戸）で、2番・二塁手としてプロ初先発出場を果たすと、初回に福島蓮から中前に打ち返しプロ初安打、5回には適時二塁打を放ち初打点を記録するなど、3打数2安打1四球1打点の活躍で初めてのお立ち台にも上がった。その後は1番打者として先発出場が続き、8月6日の埼玉西武ライオンズ戦（京セラドーム大阪）では、渡邉勇太朗からプロ初本塁打を記録するなど起用に応えていたが、8月22日の西武戦（ベルーナドーム）で走塁時に左膝を強打し打撲と診断され、翌23日に一軍登録を抹消された。その後、9月6日に再び一軍に合流した。

## 選手としての特徴・人物
小技が得意な中距離ヒッター。もともとは左利きだが父の教えで右投げに変更。俊足と巧打が売りで、主に三塁手ではあるが複数の内野ポジションを守ることが可能である。
愛称は「コピ」など。
おおらかで陽気な人懐っこい性格の持ち主。
2025年に8年の交際を経て結婚した夫人とは幼稚園から小、中学校まで同じであった。高校入学後は大里が寮生活のため疎遠になっていたが、2年生の冬に2年ぶりに再会し、程なくして交際が始まったという。

## 詳細情報

### 年度別打撃成績
| 年 度     | 球 団      | 試 合 | 打 席 | 打 数 | 得 点 | 安 打 | 二 塁 打 | 三 塁 打 | 本 塁 打 | 塁 打 | 打 点 | 盗 塁 | 盗 塁 死 | 犠 打 | 犠 飛 | 四 球 | 敬 遠 | 死 球 | 三 振 | 併 殺 打 | 打 率 | 出 塁 率 | 長 打 率 | O P S |
| --------- | ---------- | ----- | ----- | ----- | ----- | ----- | -------- | -------- | -------- | ----- | ----- | ----- | -------- | ----- | ----- | ----- | ----- | ----- | ----- | -------- | ----- | -------- | -------- | ----- |
| 2023      | オリックス | 5     | 2     | 2     | 1     | 0     | 0        | 0        | 0        | 0     | 0     | 0     | 0        | 0     | 0     | 0     | 0     | 0     | 1     | 0        | .000  | .000     | .000     | .000  |
| 2024      | オリックス | 51    | 176   | 153   | 11    | 36    | 4        | 2        | 2        | 50    | 8     | 5     | 2        | 8     | 0     | 14    | 0     | 1     | 26    | 1        | .235  | .304     | .327     | .630  |
| 通算：2年 | 通算：2年  | 56    | 178   | 155   | 12    | 36    | 4        | 2        | 2        | 50    | 8     | 5     | 2        | 8     | 0     | 14    | 0     | 1     | 27    | 1        | .232  | .300     | .323     | .623  |

- 2024年度シーズン終了時

### 年度別守備成績
| 年 度 | 球 団      | 一塁  | 一塁  | 一塁  | 一塁  | 一塁  | 一塁     | 二塁  | 二塁  | 二塁  | 二塁  | 二塁  | 二塁     | 三塁  | 三塁  | 三塁  | 三塁  | 三塁  | 三塁     | 遊撃  | 遊撃  | 遊撃  | 遊撃  | 遊撃  | 遊撃     |
| 年 度 | 球 団      | 試 合 | 刺 殺 | 補 殺 | 失 策 | 併 殺 | 守 備 率 | 試 合 | 刺 殺 | 補 殺 | 失 策 | 併 殺 | 守 備 率 | 試 合 | 刺 殺 | 補 殺 | 失 策 | 併 殺 | 守 備 率 | 試 合 | 刺 殺 | 補 殺 | 失 策 | 併 殺 | 守 備 率 |
| ----- | ---------- | ----- | ----- | ----- | ----- | ----- | -------- | ----- | ----- | ----- | ----- | ----- | -------- | ----- | ----- | ----- | ----- | ----- | -------- | ----- | ----- | ----- | ----- | ----- | -------- |
| 2023  | オリックス | 1     | 1     | 1     | 0     | 0     | 1.000    | -     | -     | -     | -     | -     | -        | 2     | 0     | 0     | 0     | 0     | ----     | -     | -     | -     | -     | -     | -        |
| 2024  | オリックス | 5     | 46    | 1     | 0     | 5     | 1.000    | 30    | 39    | 66    | 4     | 12    | .963     | 13    | 5     | 20    | 0     | 2     | 1.000    | 6     | 5     | 17    | 1     | 3     | .957     |
| 通算  | 通算       | 6     | 47    | 2     | 0     | 5     | 1.000    | 30    | 39    | 66    | 4     | 12    | .963     | 15    | 5     | 20    | 0     | 2     | 1.000    | 6     | 5     | 17    | 1     | 3     | .957     |

- 2024年度シーズン終了時

### 記録
初記録
- 初出場・初打席：2023年4月12日、対東北楽天ゴールデンイーグルス2回戦（楽天モバイルパーク宮城）、9回表に中川圭太の代打で出場、伊藤茉央から遊飛[24]
- 初先発出場：2024年7月6日、対北海道日本ハムファイターズ13回戦（ほっともっとフィールド神戸）、2番・二塁手で先発出場
- 初安打：同上、1回裏に福島蓮から中前安打
- 初打点：同上、5回裏に福島蓮から右越適時二塁打
- 初盗塁：2024年7月14日、対千葉ロッテマリーンズ13回戦（ZOZOマリンスタジアム）、9回表に二盗（投手：廣畑敦也、捕手：佐藤都志也）[25]
- 初本塁打：2024年8月6日、対埼玉西武ライオンズ16回戦（京セラドーム大阪）、7回裏に渡邉勇太朗から右越ソロ[26]

### 背番号
- 022（2022年 - 2023年4月6日）
- 64（2023年4月7日 - ）